# Koste Seselwa
"Koste Seselwa" (Verenig alle Seychellen) is het volkslied van de Seychellen.

## Achtergrond
Het volkslied is tot stand gekomen door middel van een wedstrijd, na de goedkeuring van de grondwet van de Republiek der Seychellen, van 21 juni 1993. In de grondwet stond dat er een nationale vlag, een volkslied, een nationaal embleem en een nationaal motto moesten komen. De grondwet vermeldde geen volksliederen, omdat het volkslied bij wet is voorgeschreven.

## Geschreven
Het volkslied is gemaakt door David André en Georges Payet, als inzending voor een wedstrijd voor een nieuw volkslied van de Seychellen. Volgens Payet werd het volkslied in één dag geschreven.
Tijdens de creatie van het volkslied werden ze, samen met een derde persoon, Antoine Azemia, benaderd door het organisatiecomité dat voorstelde om samen te werken en met iets nieuws te komen, aangezien hun eerste inzending elk iets bevatte waarnaar ze op zoek waren. Nadat Azemia besloot zich terug te trekken, vestigde het duo zich in een oud huis in La Plaine St André, waar ze in harmonie werkten en stukjes en beetjes plakten, voordat ze met het uiteindelijke resultaat kwamen.
Het arrangement voor het volkslied is gemaakt door de Russische orkestexpert en banddirigent Anatoli Savatinov.
Koste Seselwa werd voor het eerst opgenomen door het orkest van de Franse Republikeinse Garde in Parijs, in het bijzijn van André.
Het volkslied werd op 18 juni 1996 op de nationale feestdag aangenomen als het volkslied van de Seychellen.

## Tekst
| Origineel | Nederlands | Frans |
| --- | --- | --- |
| Sesel ou menm nou sel patri. Kot nou viv dan larmoni. Lazwa, lanmour ek lape. Nou remersye Bondye. Preserv labote nou pei. Larises nou losean. En leritaz byen presye. Pour boner nou zanfan. Reste touzour dan linite. Fer monte nou paviyon. Ansanm pou tou leternite. Koste Seselwa! | Seychellen, ons enige vaderland Waar we in harmonie leven Geluk, liefde en vrede We danken God. Behoud de schoonheid van ons land De rijkdom van onze oceanen Een kostbaar erfgoed Voor het geluk van onze kinderen. Leef voor altijd in eenheid Hef onze vlag op Samen voor de eeuwigheid Voeg alle Seychellen samen. | Seychelles, notre seule patrie Où nous vivons en harmonie La joie, l'amour et la paix Nous remercions le Bon Dieu! Préservons la beauté de notre pays La richesse de notre océan Un héritage très précieux Pour le bonheur de nos enfants Restons toujours unis Élevons notre drapeau Ensemble pour l'éternité Unissons-nous Seychellois! |

Onafhankelijke staten: Algerije · Angola · Benin · Botswana · Burkina Faso · Burundi · Centraal-Afrikaanse Republiek · Comoren · Congo-Brazzaville · Congo-Kinshasa · Djibouti · Egypte · Equatoriaal-Guinea · Eritrea · Ethiopië · Gabon · Gambia · Ghana · Guinee · Guinee-Bissau · Ivoorkust · Kaapverdië · Kameroen · Kenia · Lesotho · Liberia · Libië · Madagaskar · Malawi · Mali · Marokko · Mauritanië · Mauritius · Marokko · Mozambique · Namibië · Niger · Nigeria · Oeganda · Rwanda · Sao Tomé en Principe · Senegal · Seychellen · Sierra Leone · Somalië · Soedan · Swaziland · Tanzania · Tsjaad · Togo · Tunesië · Zambia · Zimbabwe · Zuid-Afrika · Zuid-Soedan
Niet algemeen erkende landen: Somaliland · Westelijke Sahara
Afhankelijke gebieden: Mayotte · Réunion (onofficieel) · Saint Helena, Ascension and Tristan da Cunha (onofficieel)